# 妻沼駅

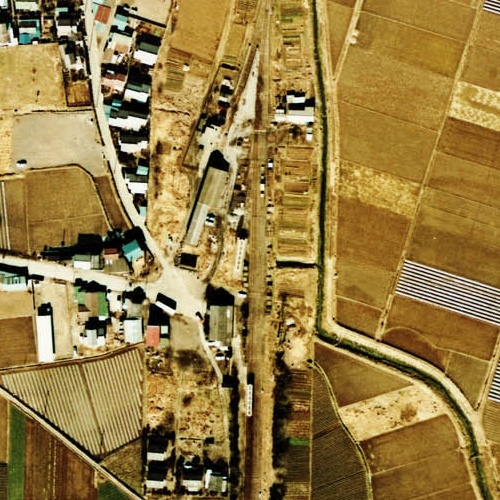
駅周辺を写した航空写真、画像中央下部が妻沼駅舎、画像中央上部が杉戸機関区妻沼派出所、1975年1月29日撮影。

妻沼駅（めぬまえき）は、かつて埼玉県大里郡妻沼町（現・熊谷市）にあった、東武鉄道熊谷線の駅（廃駅）である。熊谷線の廃止に伴い1983年（昭和58年）6月1日に廃止となった。

## 歴史
- 1943年（昭和18年）12月5日 東武鉄道熊谷線の駅として開業[1][2]。
- 1983年（昭和58年）6月1日 廃止[2]。

## 駅構造
- 単式ホーム1面1線の地上駅であった。
- 終日東武鉄道の社員が配置されていた。
- 構内の端に杉戸機関区妻沼派出所があった。

## 駅周辺
- 妻沼郵便局
- 妻沼卯月花郵便局
- 熊谷警察署妻沼交番
- 妻沼中央公民館
- 熊谷市立妻沼図書館
- 埼玉県立妻沼高等学校

## 現状
駅跡の線路があった部分は道路となっている。

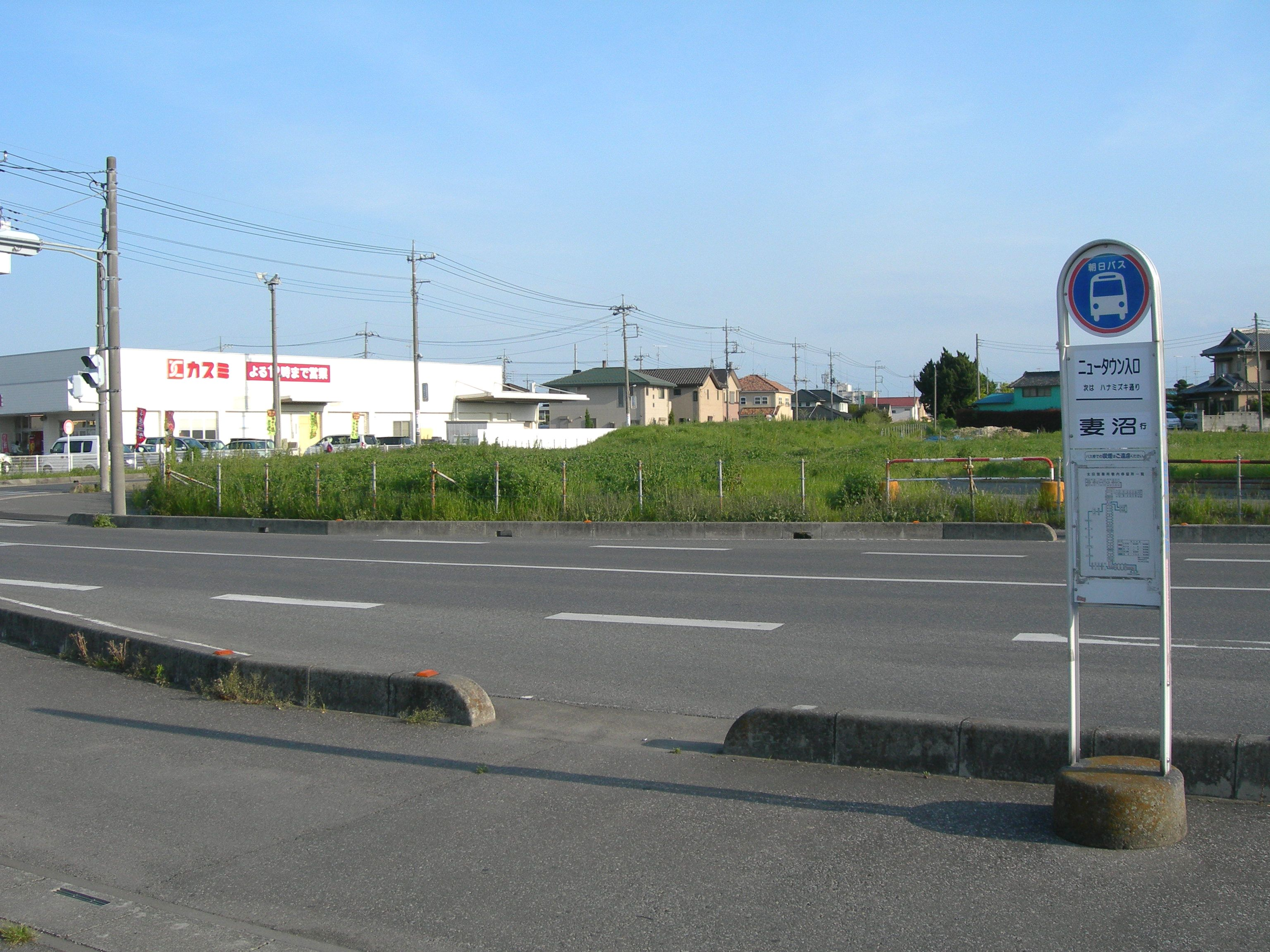
2010年頃の駅跡周辺(正面の空き地は2024年現在では介護施設が建っている)

廃止後駅舎はしばらくの間廃止代替の急行バスの待合室として利用されたが、道路拡張の際に撤去された。
現在の朝日バス熊谷駅 - 妻沼線の「ニュータウン入口」停留所付近に当たる。このバス路線は、もともと東武バスが熊谷線の廃止代替として設定した急行バス路線が現在も引き継がれているもので、かつては「妻沼」停留所を名乗り路線終点となっていたが、朝日バスへの移管時に東側のニュータウン地区内へ路線延長され、現在は新しい終点（ニュータウン入口停留所の2つ先）が「妻沼」停留所を名乗っており、旧妻沼（ニュータウン入口）の駅前広場を利用していた折り返し施設の跡地は、自転車駐輪場となっている。
構内にあるイブキの木とシュロの木が当時の面影を留めていたが後に伐採されている。駅構内及び妻沼出張所の敷地も近年転用が進んでおり、2024年現在では、駅時代の面影は殆ど消滅している。
現地には記念碑等も設置されていないが、駅跡の近隣にある熊谷市立妻沼資料館には、熊谷線で使用されたキハ2000形気動車が保存展示されている。

## 隣の駅
東武鉄道
熊谷線
大幡駅 - 妻沼駅